# Giacomo Poluzzi
Giacomo Poluzzi (Bologna, 25 febbraio 1988) è un calciatore italiano, portiere del Südtirol.

## Biografia
Inizia a giocare a calcio a 5 anni, per poi trasferirsi nelle giovanili del Bologna a 9 anni.
Pratica la religione buddhista, aderendo alla Soka Gakkai.

## Caratteristiche tecniche
Alto 186 cm e di piede destro, Poluzzi è un portiere abile tra i pali e anche nel giocare con i piedi.

## Carriera

### Inizi
Dopo una serie di esperienza nel calcio semi professionistico e non, esordisce fra i professionisti con la maglia della Giacomense nella stagione 2011-2012.
Nell'estate del 2013 viene acquistato dall'Alessandria, militante sempre in Lega Pro, per poi passare alla Fidelis Andria.

### SPAL ed esordio in Serie A
Nel gennaio del 2017 viene acquistato dalla SPAL, militante in Serie B. Con gli estensi fa il suo esordio in cadetteria all'ultima giornata, il 18 maggio 2017 nella vittoria per 2-1 contro il Bari, conquistando con tutta la squadra la promozione in Serie A.
Nel massimo campionato italiano ha occasione di esordire soltanto due stagioni dopo, all'età di 31 anni, esattamente il 4 maggio 2019 disputando gli ultimi 5 minuti della gara vinta 4-0 contro il Chievo.

### Virtus Francavilla e la B con il Südtirol

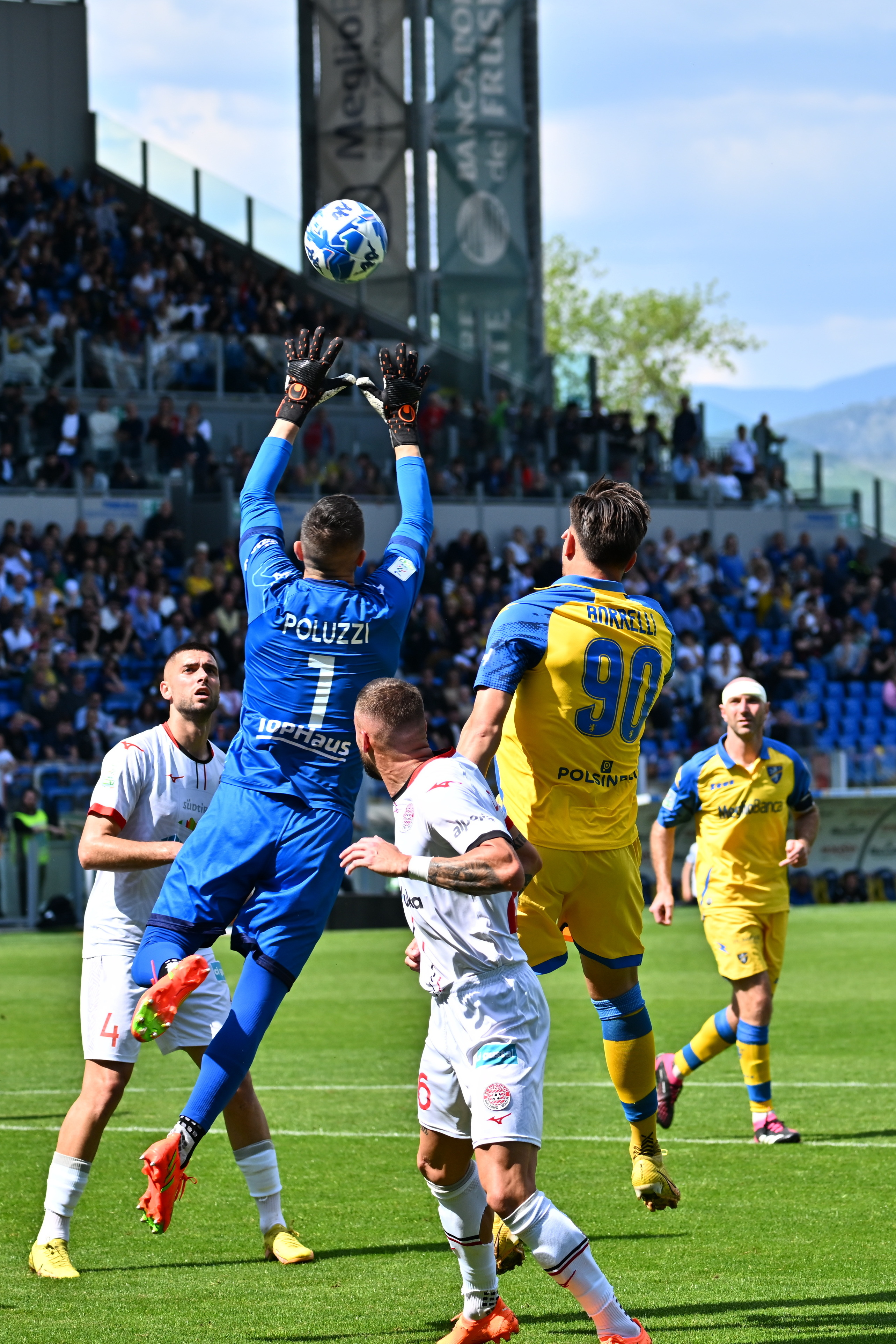
Poluzzi in azione con la maglia del durante la partita esterna contro il del 22 aprile 2023, in Serie B.

Per la stagione 2019-2020 passa alla Virtus Francavilla, militante in Serie C.
La stagione successiva passa al Sudtirol, di cui diventa il portiere titolare, conquistando la prima storica promozione in Serie B la stagione seguente e stabilendo un record di appena 9 gol subiti in tutto il campionato, rimanendo imbattuto per 1089 minuti.
Il 17 giugno 2022 prolunga il proprio contratto con i tirolesi fino al 30 giugno 2024.
In Serie B contribuisce al raggiungimento dei play-off dei tirolesi, in cui sono stati eliminati in semifinale dal Bari.
Titolare anche nel 2023-2024, contribuisce alla salvezza del club.
L'anno successivo, dopo avere rinnovato il suo contratto con i biancorossi sino al 2026, il suo spazio diminuisce a causa di problemi fisici.

## Statistiche

### Presenze e reti nei club
Statistiche aggiornate al 13 maggio 2025.
| Stagione              | Squadra               | Campionato            | Campionato | Campionato | Coppe nazionali | Coppe nazionali | Coppe nazionali | Coppe continentali | Coppe continentali | Coppe continentali | Altre coppe | Altre coppe | Altre coppe | Totale | Totale |
| Stagione              | Squadra               | Comp                  | Pres       | Reti       | Comp            | Pres            | Reti            | Comp               | Pres               | Reti               | Comp        | Pres        | Reti        | Pres   | Reti   |
| --------------------- | --------------------- | --------------------- | ---------- | ---------- | --------------- | --------------- | --------------- | ------------------ | ------------------ | ------------------ | ----------- | ----------- | ----------- | ------ | ------ |
| 2010-2011             | Giacomense            | LP                    | 28         | -25        | CI-LP           | 0               | 0               | -                  | -                  | -                  | -           | -           | -           | 28     | -25    |
| 2011-2012             | Giacomense            | LP                    | 17         | -25        | CI-LP           | 0               | 0               | -                  | -                  | -                  | -           | -           | -           | 17     | -25    |
| 2012-2013             | Giacomense            | LP                    | 26         | -37        | CI-LP           | 1               | 0               | -                  | -                  | -                  | -           | -           | -           | 27     | -37    |
| Totale Giacomense     | Totale Giacomense     | Totale Giacomense     | 71         | -87        |                 | 1               | 0               |                    | -                  | -                  |             | -           | -           | 72     | -87    |
| 2013-2014             | Alessandria           | LP                    | 25         | -23        | CI-LP           | 1               | -1              | -                  | -                  | -                  | -           | -           | -           | 26     | -24    |
| 2014-2015             | Alessandria           | LP                    | 2          | -2         | CI-LP           | 3               | -5              | -                  | -                  | -                  | -           | -           | -           | 5      | -7     |
| Totale Alessandria    | Totale Alessandria    | Totale Alessandria    | 27         | -25        |                 | 4               | -6              |                    | -                  | -                  |             | -           | -           | 31     | -31    |
| 2015-2016             | Fidelis Andria        | LP                    | 31         | -15        | CI-LP           | 1               | -3              | -                  | -                  | -                  | -           | -           | -           | 32     | -18    |
| 2016-gen. 2017        | Fidelis Andria        | LP                    | 12         | -7         | CI-LP           | 0               | 0               | -                  | -                  | -                  | -           | -           | -           | 12     | -7     |
| Totale Fidelis Andria | Totale Fidelis Andria | Totale Fidelis Andria | 43         | -22        |                 | 1               | -3              |                    | -                  | -                  |             | -           | -           | 44     | -25    |
| gen.-giu. 2017        | SPAL                  | B                     | 1          | 0          | CI              | -               | -               | -                  | -                  | -                  | -           | -           | -           | 1      | 0      |
| 2017-2018             | SPAL                  | A                     | 0          | 0          | CI              | 0               | 0               | -                  | -                  | -                  | -           | -           | -           | 0      | 0      |
| 2018-2019             | SPAL                  | A                     | 1          | 0          | CI              | 0               | 0               | -                  | -                  | -                  | -           | -           | -           | 1      | 0      |
| Totale SPAL           | Totale SPAL           | Totale SPAL           | 2          | 0          |                 | 0               | 0               |                    | -                  | -                  |             | -           | -           | 2      | 0      |
| 2019-2020             | Virtus Francavilla    | C                     | 19+1       | -20 + -3   | CI-C            | 1               | -3              | -                  | -                  | -                  | -           | -           | -           | 21     | -26    |
| 2020-2021             | Südtirol              | C                     | 38+4       | -29 + -5   | CI              | 2               | -4              | -                  | -                  | -                  | -           | -           | -           | 44     | -38    |
| 2021-2022             | Südtirol              | C                     | 38         | -9         | CI+CI-C         | 1+1             | -1 + 0          | -                  | -                  | -                  | SC-C        | 1           | -2          | 41     | -12    |
| 2022-2023             | Südtirol              | B                     | 38+3       | -34 + -1   | CI              | 1               | -3              | -                  | -                  | -                  | -           | -           | -           | 42     | -38    |
| 2023-2024             | Südtirol              | B                     | 37         | -47        | CI              | 1               | -1              | -                  | -                  | -                  | -           | -           | -           | 38     | -48    |
| 2024-2025             | Südtirol              | B                     | 18         | -29        | CI              | 1               | 0               | -                  | -                  | -                  | -           | -           | -           | 19     | -29    |
| Totale Sudtirol       | Totale Sudtirol       | Totale Sudtirol       | 169+7      | -148 + -6  |                 | 7               | -9              |                    | -                  | -                  |             | 1           | -2          | 184    | -165   |
| Totale Carriera       | Totale Carriera       | Totale Carriera       | 339+       | -311+      |                 | 14+             | -21+            |                    | -                  | -                  |             | 1+          | -2+         | 354+   | -334+  |

## Palmares

### Competizioni Nazionali
- Serie B: 1

SPAL: Serie B 2016-2017
- Serie C : 1

Sudtirol: Serie C 2021-2022